# Ketley
Ketley – osada i civil parish w Anglii, w hrabstwie Shropshire, w dystrykcie (unitary authority) Telford and Wrekin. W 2011 roku civil parish liczyła 3958 mieszkańców.